# Fien Sabbe
Fien Sabbe (Waregem, 10 april 1966) is een Vlaamse presentatrice.
Ze ging na haar studies rechten en theaterwetenschappen meteen aan de slag bij de openbare omroep. Ze leverde er bijdragen voor Radio 1, Radio 2 en Radio 3. Bij de start van Radio Donna werd ze de vaste stem van het lifestyleprogramma Finesse. Later presenteerde ze er het namiddagprogramma.
Fien Sabbe was het gezicht van het culturele tv-programma L!nk, elk weekend op Canvas, en van het jaarlijkse gala bij de uitreiking van de Gouden Uil-boekenprijs. Eerder presenteerde ze ook meer populaire tv-programma's, zoals 1 voor Iedereen, Fienacolada en Reyersdijk. Haar allereerste tv-opdracht was de presentatie van Kinderatelier op TV2. Ze was het eerste vrouwelijke gezicht van de VRT-sportdienst.
Het laatste decennium presenteerde ze vooral voor een live publiek. Zo is ze elke maand de gastvrouw van het literaire programma Uitgelezen, onder andere in de Gentse Vooruit. Ze was ook jarenlang een vaste waarde op het Internationaal Filmfestival van Vlaanderen-Gent. Ze leidt weleens een evenement of een concert in goede banen. Daarnaast leent Fien Sabbe haar stem aan reclamespots en bedrijfsfilms. Ze communiceert ook via het geschreven woord. Dat deed ze lange tijd voor Zeno, 's zaterdags in De Morgen.
Na haar carrière in de media werd ze advocaat. Sinds midden 2017 is ze ook erkend bemiddelaar in familiezaken.
Laatste (per 2 januari 2009):
Joyce Beullens · Tom De Cock · Sebastian Decrop · Evy Gruyaert · Johan Henneman · Mark Heyninck · Anneleen Liégeois · Kris Luyten · Caren Meynen · Dave Peters · Marc Pinte · Thibaut Renard · Ann Reymen · Ben Roelants · Benjamien Schollaert · Elias Smekens · Stijn Smets · Lotte Stevens · Ann Van Elsen · Brecht Vanmeirhaeghe · Sofie Van Moll · David Van Ooteghem
Geschiedenis (1992–2009):
Jan Bosman · Ben Crabbé · Dominique Crommen · Erwin Deckers · Steve De Coninck-De Boeck · Kevin De Geest · Leen Demaré · Bart De Prez · Margot Derycke · Marc Deschuyter · Els Ermens · Michel Follet · Anne Gies · Jeroen Gorus · Walter Grootaers · Kristof Hayen · Geert Hoste · Mark Lefever · Kristien Maes · Kris Mannaerts · Luc Mertens · Johan Notenbaert · Sven Ornelis · Jaak Pijpen · Alexandra Potvin · Katja Retsin · Fien Sabbe · Bart Saerens · Mieke Scheldeman · Cara Van der Auwera · Iris Van Impe · Birgit Van Mol · Rob Vanoudenhoven · Evert Venema · Sofie Verbruggen · Ronald Verhaegen · Peter Verhulst · Jean Vijdt · Robin Vissenaekens · Albrecht Wauters · Niels William · Yasmine